# Генгенбахський монастир
48°24′15″ пн. ш. 8°01′02″ сх. д. / 48.4042° пн. ш. 8.0171° сх. д.
Генгенбахський монастир (нім. Kloster Gengenbach) — бенедиктинський монастир у Генгенбаху в районі Ортенау, Баден-Вюртемберг, Німеччина, був імператорським абатством з кінця Каролінзького періоду до 1803 року.

## Історія
Монастир заснував святий Пірмін після 748 року 

і заселили ченці з Горзького монастиря. 
Монастир мав добрі стосунки з Каролінгами. 
Оділон, герцог Баварії похований у Генгенбаху. 
Хродеганг, єпископ Меца, заохочував ченців прийняти Устав святого Бенедикта. 

Була заснована латинська школа, і кілька абатів відзначилися своєю вченістю. 
 
Він став імператорським абатством з територіальною незалежністю.
Однак в 1007 році імператор Генріх II подарував монастир новозаснованому Бамберзькому князь-єпископству. 
Хоча абатство знаходилося в межах Ортенауеського райхсландського округу, під захистом Рудольфа Габсбурга (1273–1291), його бенефіціарами були місцеві лорди: після Церінгенів в 1218 році, були швабські Штауфери, а в 1245 році — єпископи Страсбурга, які правили до 1550-х років. 
Ці фогти та підтвердження їхніх прав — як папські (1139, 1235, 1252, 1287), так і імператорські (1309, 1331, 1516) — забезпечили постійну незалежність абатства.
Генгенбах був глибоко втягнутий у суперечку щодо інвеститури, і двох його абатів вигнали за підтримку імперської, а не папської справи. 
Невдовзі після цього абатство було втягнуте абатом Теогером (1080–1139) з абатства Святого Георгія в Шварцвальді та єпископом Оттоном Бамберзьким у Гірзауську реформу, під час якої монастирську церкву знесли та перебудовали за зразком Гірзау. 
Згодом її перебудовали в готичному, бароковому та неороманському стилях. 
Орган з історичним корпусом XVIII століття з колишньої монастирської церкви зараз знаходиться в Музеї августинців у Фрайбурзі-ім-Брайсгау.
Целль-на-Гармерсбасі засновано на території, що належала абатству Генгенбах. 
У XIII та XIV століттях абатство відіграло важливу роль у розвитку міста Генгенбах. 
Абатство уникло подальших монастирських реформ, і хоча йому загрожувала небезпека придушення під час Реформації, воно також пережило її. 
У 1525 році Вільгельм фон Фюрстенберг та деякі міські радники домагалися розпуску абатства. 
Вони також взяли під варту абата та деяких ченців, але з цього нічого не вийшло. 

У 1575 та 1580 роках абатство подало заявку на членство в Імператорській колегії прелатів, але отримало відмову через занепокоєння щодо своєї імперське підпорядкування та фогетів; членство зрештою схвалили в 1645 році, але це схвалення не реалізували лише в 1751 році. 
Абатство медіатизовали під час німецької медіатизації 1803 року, і невдовзі після цього його території включили до складу Бадену. 
Однак абатство залишалося функціонувати під керівництвом останнього абата до 1807 року, коли великий герцог наказав його секуляризувати. 

До 1904 року в приміщенні діяла середня школа. 